# Nørrebro Gymnasium
Nørrebro Gymnasium (forkortet NBG, indtil 2020 kendt under navnet Akademisk Studenterkursus eller ASK) er en uddannelsesinstitution på Nørrebro, der tilbyder en 2-årig studentereksamen og 2-årig HF-uddannelse. Skolen startede som et studenterkursus oprettet 1924 af Valdemar Andersen, i starten under navnet Skindergades Kursus. Akademisk Studenterkursus er den ældste stadig eksisterende 2-årige STX-uddannelse i Danmark. Valdemar Andersen startede kurset sammen med tre studenterkammerater fra Københavns Universitet, hvoriblandt var den senere teolog, professor og højskoleforstander Hal Koch, der også underviste på kurset i nogle år.
Skolen har i tidens løb holdt til på mange forskellige adresser, men har siden 1966 ligget på Titangade på Nørrebro i København. Formålet var ved starten i 1924 og er stadig at give alle egnede unge mulighed for at tage en studentereksamen.

## Uddannelsens opbygning
På Nørrebro Gymnasium får man en studentereksamen på to år. Eksamen fra NBG har samme vægt og følger samme bekendtgørelse som det 3-årige gymnasium. Forskellen er, at den 2-årige STX-uddannelse ikke tilbyder de kunstnerisk/kreative fag samt idræt. På skolen kan man også tage studentereksamen i sit eget tempo med stx-enkeltfag. Det betyder, at kursisterne har tid til eksempelvis familie eller arbejde. Desuden kan man tage enkelte fag for at dygtiggøre sig eller supplere sin studentereksamen.
På skolen er der et stort udvalg af sprog. Blandt andet begyndte det daværende ASK i 2012 som den første gymnasiale uddannelse i Danmark at udbyde arabisk som 2. fremmedsprog. I 2020/21 udbydes arabisk og tyrkisk som enkeltfag på A-niveau. Samtidig udbydes den 2-årige HF-uddannelse.
For at blive optaget skal man have afsluttet Folkeskolens Afgangsprøve.
NBG er en privat skole, hvor man betaler en lovpligtig undervisningsafgift. Uddannelsen på studenterkurset er SU-berettiget.
Kurset har pr. 2020 fire linjer, som er:
- Naturvidenskabelig studieretning - science med matematik A, fysik B og kemi B
- Naturvidenskabelig studieretning - biologi med biologi A og kemi B
- Samfundsvidenskabelig studieretning med samfundsfag A og engelsk A
- Sprogvidenskabelig studieretning med engelsk A, spansk A og tysk/fransk B

## Kendte studenter
- 1933: Preben Maaløe Jespersen, officer
- 1933: Valdemar Kristensen, skolemand
- 1934: Hans Neumann, skolemand og atlet
- 1936: Johannes Sløk, teolog og idehistoriker[2]
- 1937: Harald Andersen, arkæolog
- 1942: Otto Leisner, radio- og TV-vært[2]
- 1942: Svend Erik Stybe, idéhistoriker
- 1947: Robert Pedersen, politiker og højskolemand
- 1948: Benny Andersen, digter og komponist[2]
- 1961: Hans-Jørgen Nielsen, forfatter[2]
- 1963: Nils Bernstein, nationalbankdirektør[2]
- 1965: Søren Lyder Jacobsen, officer
- 1965: Grete Roulund, forfatter[2]
- 1966: Bente Juncker, minister
- 1967: Kirsten Ebbensgaard, amtsborgmester
- 1972: Christian Stentoft, forfatter, radiomontagemager ved DR[2]

Årstal mangler:
- 19??: Dan Turèll, forfatter[2]
- 19??: Julie Szabad, spion

Desuden tog den fiktive hovedperson Ida fra TV-serien Krøniken sin studentereksamen fra ASK.

## Ekstern henvisning
- Nørrebro Gymnasiums hjemmeside

55°42′16.92″N 12°33′7.96″Ø / 55.7047000°N 12.5522111°Ø
|  | Denne artikel om lokaliteten Nørrebro Gymnasium kan blive bedre, hvis der indsættes et (bedre) billede. Du kan hjælpe ved at afsøge Wikimedia Commons for et passende billede eller lægge et op på Wikimedia Commons med en af de tilladte licenser og indsætte det i artiklen. |